# Col llombarda
La col llombarda o col morada (Brassica oleracea var. capitata f. rubra) és una forma conreada de la forma coneguda com a Brassica oleracea var. capitata de la col (Brassica oleracea).

## Característiques

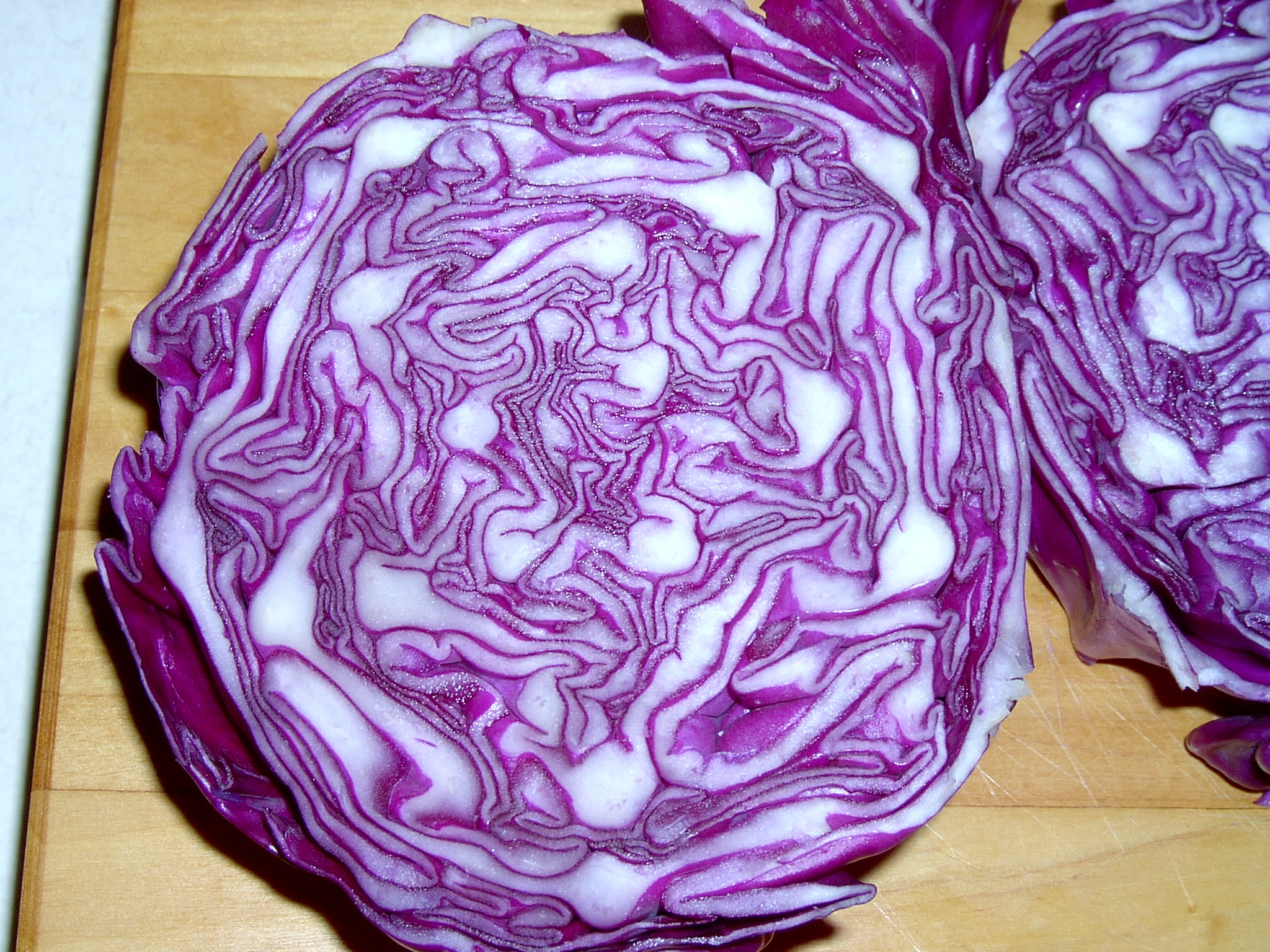
Col llombarda tallada

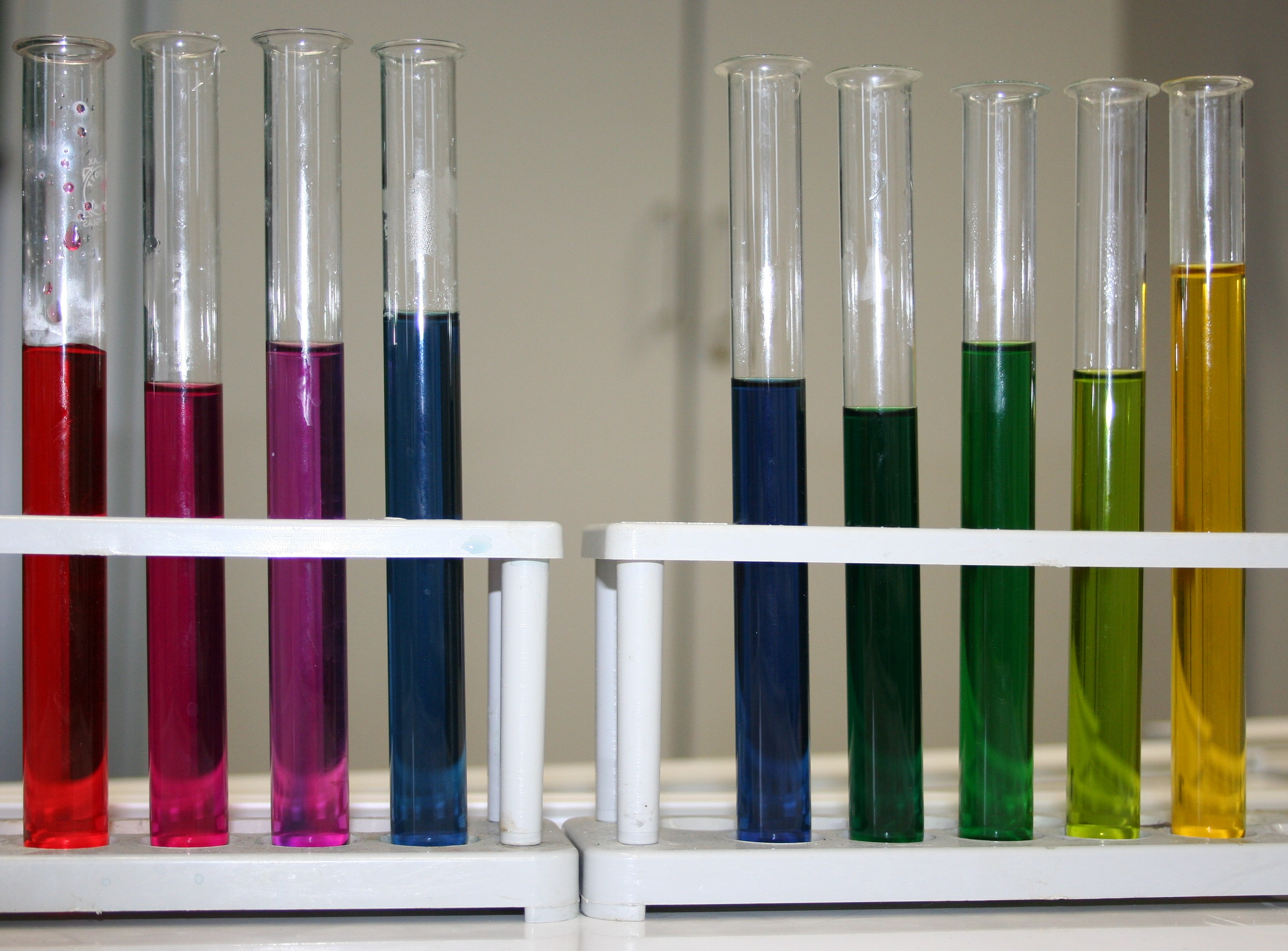
Colors del suc de col llombarda: A l'esquerra, solucions àcides; a la dreta, alcalines.

Té les fulles de color morat. Es cultiva principalment al nord d'Europa, a la Xina i a l'Amèrica del Nord.
La col morada es pot menjar crua, en amanida, o cuinada, en sopes, estofats, potatges, saltada amb all i cansalada, o com a part de molts altres plats. Després de bullir el seu color canvia al blau. Per conservar el color roig cal afegir vinagre o suc de llimona a la col.

## Indicador de pH
El suc de la col morada conté antocianina, i es fa servir com a indicador dels nivells d'hidrogen iònic (pH) en les solucions aquoses. Aquest pigment també es troba en altres plantes, com ara les petúnies.
| pH | Color         |
| -- | ------------- |
| 2  | roig          |
| 4  | lila          |
| 6  | violat blavòs |
| 8  | blau          |
| 10 | blau verdòs   |
| 12 | verd groguenc |